# Polycentropus quadriappendiculatus
Polycentropus quadriappendiculatus là một loài Trichoptera uit
de familie Polycentropodidae. Chúng phân bố ở vùng Tân nhiệt đới.